# هنتنغدون (كيبك)
هنتنغدون (بالإنجليزية: Huntingdon, Quebec)‏ هي بلدة و بلدية محلية في كيبيك تقع في كندا في Le Haut-Saint-Laurent Regional County Municipality. يقدر عدد سكانها بـ 2,457 نسمة ومساحتها 2.80 كم2 .

## أعلام
- روبرت نيلسون والش
- دنيس جيمس أوكونور
- هوبير باتريك أوكونور
- جيمس روب